# Petar Krumow
Petar Petrow Krumow (* 18. September 1941 in Sofia) ist ein ehemaliger bulgarischer Ringer. Er war Weltmeister 1969 im griechisch-römischen Stil im Mittelgewicht.

## Werdegang
Petar Krumow wuchs in Sofia auf und begann dort als Jugendlicher mit dem Ringen. Er war sehr talentiert und durchlief in Bulgarien die damals übliche Förderung. Er konzentrierte sich auf den griechisch-römischen Stil. Bei einer Größe von 1,76 Metern kämpfte er im Mittelgewicht, das damals bis 87 kg Körpergewicht reichte. Er stand zunächst in Bulgarien, das seit etwa 1950 eine enorm starke Ringernation geworden war, im Schatten anderer Athleten, vor allem von Krali Bimbalow.
Erste Meriten holte er sich in Länderkämpfen. So rang er bereits 1962 bei zwei Länderkämpfen Bulgariens in der Tschechoslowakei im Weltergewicht gegen Jiri Loukota unentschieden und erzielte über Petr Kukla einen Schultersieg. Im gleichen Jahr rang er anlässlich eines Länderkampfes Bulgarien gegen die Bundesrepublik Deutschland im Weltergewicht gegen Werner Hoppe unentschieden.
1964 belegte er bei dem renommierten „Iwan-Poddubny“-Turnier in Moskau im Weltergewicht hinter Weltmeister Anatoli Kolessow aus der UdSSR und Waclaw Dubicki aus Polen einen hervorragenden 3. Platz. Für die Teilnahme an den Olympischen Spielen 1964 in Tokio konnte er sich aber noch nicht qualifizieren.
Im Jahre 1965 wurde er dann erstmals bei der Weltmeisterschaft im finnischen Tampere eingesetzt. Er war in das Mittelgewicht aufgerückt und siegte dort über Gheorghe Popovici aus Rumänien und rang gegen Ex-Weltmeister Tevfik Kış aus der Türkei, gegen Petar Cucic aus Jugoslawien und gegen Stig Persson aus Schweden unentschieden. Wegen der Fehlpunkte, mit denen er bei diesen Ergebnissen belastet wurde, musste er nach der 4. Runde ausscheiden und kam auf den 6. Platz.
Bei der Weltmeisterschaft 1966 in Toledo (Ohio) gelangen ihm zunächst zwei Siege über schwächere Gegner, gegen Stig Persson rang er wieder unentschieden, gegen den sowjetischen Ringer Walentin Olenik verlor er aber und schied damit knapp vor dem Erreichen der Finalrunde aus und platzierte sich auf dem 4. Rang.
Im Jahre 1967 wurde Petar Krumow bei keinen internationalen Meisterschaften eingesetzt. 1968 gewann er dann aber bei der Europameisterschaft in Västerås im Mittelgewicht mit Siegen über Adam Ostrowski aus Polen, Håkon Øverby aus Norwegen und László Sillai aus Ungarn und einem Unentschieden gegen Omar Bliadse aus der UdSSR die EM-Silbermedaille. Auch bei den Olympischen Spielen dieses Jahres in Mexiko-Stadt schien es zunächst so, als sei er auf Medaillenkurs. Er siegte dort nämlich über Ortiz Hernandes aus Guatemala, Håkon Øverby und den Weltmeister von 1967 László Sillai und rang gegen den sowjetischen Vertreter Walentin Olenik unentschieden. Mit einem Sieg in seinem nächsten Kampf gegen Nicolae Neguț aus Rumänien hätte er schon eine Medaille sicher gehabt. Er verlor aber gegen Neguț nach Punkten, schied aus und rutschte auf den 5. Platz ab.
Petar Krumow ließ sich von diesem Ergebnis aber nicht entmutigen und wurde schon 1969 in Mar del Plata mit dem Gewinn des Weltmeistertitels im Mittelgewicht belohnt. Er musste dazu allerdings 5 kg abtrainieren, weil nach einer Gewichtsklassenreform zu Beginn des Jahres 1969 das Mittelgewicht nur mehr bis 82 kg Körpergewicht ging. Er siegte in Mar del Plata über Larry Speers aus Kanada, Omar Bliadse u. Jimmy Martinetti aus der Schweiz und rang gegen Jan Kärström aus Schweden unentschieden. In seinem letzten Kampf verlor er gegen Milan Nenadić aus Jugoslawien nach Punkten. Nenadić hatte allerdings vorher gegen Bliadse verloren, gegen den Krumow gewonnen hatte. Nachdem sich diese drei Ringer also gegenseitig besiegt hatten, entschieden die Fehlerpunkte aus den anderen Kämpfen dieser Ringer und da stand Petar Krumow als der Ringer mit den wenigsten Fehlerpunkten da und war damit Weltmeister.
Auch bei der Weltmeisterschaft 1970 in Edmonton war Petar Krumow in guter Form. Er siegte im Mittelgewicht u. a. über Matti Laakso aus Finnland und Milan Nenadić und unterlag erst im Finale dem sowjetischen Ringer Anatoli Nasarenko, was ihn auf den zweiten Platz brachte. 1971 fanden die Weltmeisterschaften in der Heimatstadt von Petar Krumow in Sofia statt. Er war aber dort und auch bei den Olympischen Spielen 1972 in München  nicht mehr am Start.

## Internationale Erfolge
| Jahr | Platz | Wettbewerb                                    | Gewichtsklasse | |
| 1964 | 3.    | "Iwan-Poddubny"-Turnier in Moskau             | Welter         | hinter Anatoli Kolessow, UdSSR u. Waclaw Dubicki, Polen |
| 1965 | 6.    | WM in Tampere                                 | Mittel         | mit einem Sieg über Gheorghe Popovici, Rumänien u. Unentschieden gegen Tevfik Kış, Türkei, Petar Cucic, Jugoslawien u. Stig Persson, Schweden                                                |
| 1966 | 4.    | WM in Toledo (Ohio)                           | Mittel         | mit Siegen über M. Ackermann, Südafrika u. Franz Pötsch, Österreich, einem Unentschieden gegen Stig Persson u. einer Niederlage gegen Walentin Olenik, UdSSR                                 |
| 1967 | 4.    | "Iwan-Poddubny"-Turnier in Moskau             | Mittel         | hinter Alexander Jurkewitsch u. Walentin Olenik, beide UdSSR, sowie Lothar Metz, DDR, vor Nikolai Tarasow, UdSSR u. Branislav Simić, Jugoslawien                                             |
| 1967 | 3.    | Intern. Turnier in Greiz                      | Mittel         | hinter Lothar Metz u. Dieter Heuer, bde. DDR |
| 1968 | 1.    | "Dan-Kolew"-Turnier in Sewljewo               | Mittel         | vor Jiří Kormaník, Tschechoslowakei u. Nicolae Neguț, Rumänien |
| 1968 | 3.    | Intern. Turnier in Zella-Mehlis               | Mittel         | hinter Lothar Metz u. Bertil Nyström, Schweden |
| 1968 | 2.    | EM in Västerås                                | Mittel         | mit Siegen über Adam Ostrowski, Polen, Håkon Øverby, Norwegen u. László Sillai, Ungarn u. einem Unentschieden gegen Omar Bliadse, UdSSR                                                      |
| 1968 | 5.    | OS in Mexiko-Stadt                            | Mittel         | mit Siegen über Ortiz Hernandez, Guatemala, Håkon Øverby u. László Sillai, einem Unentschieden gegen Walentin Olenik und einer Niederlage gegen Nicolae Neguț                                |
| 1969 | 1.    | WM in Mar del Plata                           | Mittel         | mit Siegen über Larry Spears, Kanada, Omar Bliadse u. Jimmy Martinetti, Schweiz, einem Unentschieden gegen Jan Kärström, Schweden u. trotz einer Niederlage gegen Milan Nenadić, Jugoslawien |
| 1970 | 2.    | WM in Edmonton                                | Mittel         | mit Siegen über Ali Yagmur, Türkei, Jay Robinson, USA, Matti Laakso, Finnland u. Milan Nenadić und einer Niederlage gegen Anatoli Nasarenko, UdSSR                                           |
| 1971 | 3.    | "Werner-Seelenbinder"-Turnier in Berlin (Ost) | Mittel         | hinter Dimitar Mantschorow, Bulgarien u. Nilsson, Schweden |

Anm.: alle Wettbewerbe im griechisch-römischen Stil, OS = Olympische Spiele, WM = Weltmeisterschaft, EM = Europameisterschaft, Weltergewicht, damals bis 78 kg, Mittelgewicht, bis 1968 bis 87 kg und ab 1969 bis 82 kg Körpergewicht